# Câmpulung la Tisa (gmina)
Câmpulung la Tisa – gmina w Rumunii, w okręgu Marmarosz. Obejmuje tylko jedną miejscowość Câmpulung la Tisa. W 2011 roku liczyła 2485 mieszkańców.